# Judy Cassab
Judy Cassab, geboren als Judith Kaszab (Wenen, 15 augustus 1920 – Sydney, 3 november 2015) was een Australisch kunstenaar van Hongaarse afkomst.

## Biografie
Cassab werd geboren in 1920. Haar ouders waren Hongaarse Joden die in Wenen woonde. Ze was gehuwd met János Kampfler, die tijdens de Tweede Wereldoorlog in een naziwerkkamp terechtkwam. Haar ouders werden gedood tijdens de Holocaust. In 1950 verhuisde ze met haar man en twee kinderen naar Australië. Ze was de eerste vrouw die de Archibald-prijs, een prestigieuze kunstprijs in Australië, tweemaal won, namelijk in 1960 en 1967. In 1969 werd zij onderscheiden met de benoeming tot Commandeur in de Orde van het Britse Rijk. In 1988 werd zij benoemd tot Officier in de Orde van Australië.
Cassab overleed in 2015 op 95-jarige leeftijd.
- Art Gallery of South Australia: 8969
- Australian Women's Register: IMP0077b
- Bibliothèque nationale de France: cb126487156 (data)
- Dictionary of Australian Artists: judy-cassab
- Gemeinsame Normdatei: 124041566
- International Standard Name Identifier: 0000 0000 7869 7515
- Library of Congress Control Number: n84095512
- National Gallery of Victoria: 10945
- Nationale bibliotheek van Australië: 36374339
- Nationale Bibliotheek van Israël: 987007259446305171
- RKD-Nederlands Instituut voor Kunstgeschiedenis: 15764
- SNAC: w6dj694v
- Système universitaire de documentation: 25287224X
- Trove: 624771
- Union List of Artist Names: 500007827
- Virtual International Authority File: 97723335
- WorldCat: E39PBJt43BFXdJmjygp4Phfg8C